# Jamal Robinson
Jamal Tyrone Robinson (San Diego, 27 dicembre 1973) è un ex cestista statunitense.